# Zaidín
Zaidín (Saidí, in catalano) è un comune spagnolo di 1 672 abitanti situato nella provincia di Huesca, nella comunità autonoma dell'Aragona. Appartiene alla cosiddetta Frangia d'Aragona. Lingua d'uso è, da sempre, il catalano nella sua variante occidentale.